# Adventure Soft
Adventure Soft est une société de développement de jeux vidéo basée au Royaume-Uni. Elle a été créée par Mike Woodroffe, d'abord importateur et revendeur de jeux Adventure International. La société opère à partir de Sutton Coldfield  et est surtout connue pour la série de jeux Simon the Sorcerer. 

## Adventure Soft Publishing Ltd.
Au début, Adventure Soft opérait à Birmingham et portait les jeux Adventure International de Scott Adams sur des micro-ordinateurs trouvés sur le marché britannique qui n'étaient pas pris en charge. Adventure Soft a employé Brian Howarth, l'auteur de la série Mysterious Adventures. 
Après un certain temps, le rythme de sortie des jeux par Adventure International a ralenti et la société a commencé à écrire d'autres jeux en utilisant le même système. Gremlins - The Adventure (1984), basé sur le film Gremlins, est le premier et peut-être le plus réussi. 1985 voit la sortie d'un jeu basé sur la série télévisée Robin of Sherwood. 
En 1986, Adventure International aux États-Unis est en faillite. Adventure Soft signe des contrats lui donnant accès aux manuels du jeu Fighting Fantasy de Steve Jackson et Ian Livingstone, ainsi qu’à un nouveau système de jeu plus sophistiqué. Les premiers fruits de cet accord sont Seas of Blood de Michael Woodroffe et Alan Cox, suivis de Rebel Planet de Stefan Ufnowski. Temple of Terror de Mike et Simon Woodroffe suivent peu de temps après. 
Blizzard Pass (un jeu solo étroitement lié à AberMUD) de Cox et Kayleth (de Stefan et Ann Ufnowski) a suivi, tandis que la société diversifiait la gamme de jeux. Adventure Soft a également commencé à produire des jeux pour Tynesoft, notamment Supergran et Terraquake (avec Musclor).

## Horror Soft Ltd.
Avec la montée en puissance de systèmes plus puissants comme le Commodore Amiga et un désintérêt croissant pour les jeux à texte, Adventure Soft commence à exploiter activement l’angle graphique et multimédia des jeux. 
Le premier jeu 16 bits, Personal Nightmare, basé sur une conception de Keith Wadhams, propose de la musique, des animations et un certain contrôle de la souris, associés à un système de jeu traditionnel à base de texte. Il a été suivi de deux jeux basés autour du film Elvira, Mistress of the Dark : Elvira: Mistress of the Dark et Elvira II: The Jaws of Cerberus, et d’un jeu nommé Waxworks, qui passent du clavier à la souris comme moyen de commande. L'animation et la musique sont de Jezz Woodroffe (musicien de session avec Robert Plant, Black Sabbath et d’autres groupes). Waxworks et les jeux Elvira utilisent un moteur de jeu AberMUD 5 modifié. 

## Adventure Soft Ltd.
Adventure Soft Publishing remodelé est né en 1992 et a commencé à publier la célèbre série Simon the Sorcerer, poursuivant ainsi la tendance à la création de jeux plus graphiques. Simon a été le premier jeu doublé par Chris Barrie qui jouait Arnold Rimmer dans Red Dwarf. En 1997, Adventure Soft publie The Feeble Files, le personnage principal étant doublé par Robert Llewellyn  qui interprète Kryten également dans Red Dwarf. 

## Headfirst Productions
En 1998, Mike et Simon Woodroffe créent Headfirst Productions pour leur permettre de développer des jeux de style non-aventure. La société aujourd'hui disparue a publié Simon the Sorcerer 3D en 2002 et Call of Cthulhu: Dark Corners of the Earth en 2005. 